# アニトラ・フォード
アニトラ・フォード（Anitra Ford）は、アメリカ合衆国の女優。

## 出演作品
- ロンゲスト・ヤード
- インベージョン・オブ・ザ・ビー・ガールズ～蜂女～
- ステイシーにぶち込め!
- メサイア・オブ・デッド
- 残虐全裸女収容所